# Cribraria elegans
Espèce
Cribraria elegans est une espèce d'amibozoaires de la famille des Cribrariaceae. Cette espèce est trouvée en Amérique du Nord.